# Skagafjorden
Skagafjorden er en fjord i økommunen Dønna i Nordland fylke i Norge. Fjorden går 7,5 kilometer mod  nordøst til bebyggelsen Hølen i bunden af fjorden.
Fjorden starter på den sydvestlige ende af øen Dønna mellem Staulen i syd og Grytøya i nord og er en fortsættelse af Sildøyfjorden som ligger længere mod sydvest. Fjorden ligger på sydsiden af Skagalandet, hvor bebyggelsen Skaga, som fjorden er opkaldt efter, ligger. Bebyggelsen Sandstrak ligger på sydsiden af fjorden. Inderst i fjorden deler den sig i to smalle og dybe vige. Øyvågen er den nordligste og Hølvågen ligger på sydsiden.
Fjeldet Dønnamannen på 858 meter over havet ligger på sydsiden af fjorden. 
Fylkesvej 828 går langs sydsiden af fjorden.